# Frederik Hendrik Gijsbertus van Iterson
Frederik Hendrik Gijsbertus (Frits) van Iterson (Gouda, 14 februari 1891 - Uelzen, 6 april 1945) was rentmeester in de Nederlandse gemeente Oostvoorne en nam deel in het verzet aldaar in de Tweede Wereldoorlog.

## Biografie
Van Iterson trouwde in Boskoop op 23 augustus 1917 met Adriana Neeltje van Nes (Boskoop, 29 augustus 1890). Het huwelijk bleef kinderloos. Hij was vanaf 1919 directeur van de Maatschappij Voorne's Duin. Eerst woonde hij in Villa Vita Nuova en daarna in Villa Oosterhout, beiden aan de Rijlaan in Oostvoorne. Na de oorlog werd deze laan omgenoemd tot F.H.G. van Itersonlaan, ter nagedachtenis aan Van Iterson. 
In december 1944 werd hij, samen met even anderen onder wie notaris Van Bergeijk uit Zuidland, opgepakt en overgebracht naar het Haagsche Veer in Rotterdam. Daarna werden ze via het Oranjehotel in Scheveningen en Kamp Amersfoort overgebracht naar Neuengamme, waar ze op 20 maart 1945 met het laatst mogelijke treintransport aankwamen. Vanuit Neuengamme reden ze op 27 maart met de Witte Bussen naar diverse satellietkampen. Van Iterson kwam in kamp Uelzen terecht, waar gevangenen herstelwerkzaamheden moesten uitvoeren aan het kapotgeschoten spoorwegnetwerk. Daar overleed hij op 6 april 1945 aan dysenterie. Na de oorlog werd hij door onder andere prins Bernard geroemd voor zijn werk voor de inlichtingendiensten en het doorspelen van geschuts- en troepenopstellingen in het Voornse duingebied.